# Чорниця звичайна
Чорниця звичайна (Vaccinium myrtillus L.), або черниця, борівка, бурівка, чорні ягоди, чорничник, у Карпатах — афина, яфина, яфин — чагарничкова рослина з родини брусничних, кущик до 0,5 м висоти з синьочорними їстівними ягодами; росте по лісах, утворюючи живе надґрунтове вкриття. Цвіте у травні — червні. Плід — куляста чорна ягода, достигає у червні — липні.
М'якоть стиглої ягоди — червонувато-фіолетова, кисло-солодка, дещо в'язка на смак та сильно забарвлює губи та зуби при її споживанні.
Латинська видова назва myrtillus походить від слова myrtus — «маленький мирт», через схожість листя рослини з листям мирту.

## Опис
Листопадний чагарничок 15-50 см заввишки. Стебла прямостійні, розгалужені, ребристі. Листки чергові, яйцеподібні, світло-зелені. Квітки зеленувато-білі з рожевим відтінком, келихоподібні, сидять поодиноко в пазухах листків. Плоди — чорні з сизуватою поволокою ягоди. Цвіте в травні-червні, плоди достигають у липні-вересні [2, 9].
Для лікарських потреб використовують плоди (Fructus Vaccinii myrtilli) та листя (Folia Vaccinii myrtilli) чорниці [5].
Невисокий кущик, 15-30 см заввишки з довгим повзучим кореневищем. Стебла висхідні або прямостоячі, розгалужені, із зеленувато-коричневою корою. Молоді гілочки зелені, гостроребристі. Листки чергові, на дуже коротких черешках, яйцеподібні (8-20 мм завдовжки, 5-16 мм завширшки) з тупою або злегка загостреною верхівкою, дрібно-зарубчасто-пилчасті, світло-зелені, на зиму опадають.
Квітки правильні, зрослопелюсткові, пониклі, на коротких квітконіжках, що виходять з пазух листків при основі молодих гілочок. Оцвітина подвійна, чашечка (до 1 мм завдовжки) вузька, плівчаста. Віночок (4-7 мм завдовжки) кулясто-глечикоподібний зеленувато-білий або зеленувато-рожевий з відігнутими чотирма-п'ятьма короткими трикутними зубчиками. Тичинок 8-10, маточка одна, зав'язь нижня. Цвіте у травні-червні. Нектар світлий або червонуватий, ароматний та приємний на смак. Активно відвідується бджолами. Сильна бджолина сім'я в погожий день може зібрати до 2,5 кг меду.
Плід — куляста, чорна ягода (6-13 мм у діаметрі) з сизуватим нальотом, насіння численне у формі півмісяця.

## Спосіб життя
Чорниця росте у хвойних і мішаних лісах на галявинах. Світлолюбна рослина. Цвіте у квітні-травні, плоди достигають у липні.
Чорниця належить до рослин з більш-менш стабільною врожайністю. Зовсім неврожайні роки трапляються раз за 5-7 років. Урожайність її коливається від 120 до 1200 кг/га, в окремі роки досягає 1600 кг (в перерахунку на 100 % покриття). На врожайність чорниці впливають різні фактори: тип лісорослинних умов, повнота і вік деревостану, метеорологічні умови вегетаційного періоду, наявність або відсутність запилювачів. Так при відсутності запилювачів утворюються ягоди в 1,7 раза легші, ніж на ділянках, де були завезені бджоли.

## Поширення
Голарктичний вид, поширений переважно в північних регіонах та помірній смузі. Ареал на заході досягає островів полярних морів (о. Колгуєв), на сході він опускається на південь, йде по лісотундрі та лісовій зоні, не доходячи до тундри. Південна межа співпадає з південною межею поширення сосни. Південніше чорниця трапляється в горах Великого Кавказу. На сході досягає Якутії та Хабарівського краю.
В Україні поширений на Поліссі, в Карпатах, Розточчі-Опіллі, зрідка в північній частині лісостепових районів [6, 9].
Поширена на Поліссі, у Карпатах, зрідка, у північному Лісостепу. Основні райони заготівель зосереджені у Волинській, Рівненській, Житомирській, Тернопільській, Сумській, Львівській, Закарпатській, Івано-Франківській та Чернівецькій областях. Також на півночі Чернігівської та Київської областей, у Карпатах. Запаси ягід значні, проте чорниця потребує дбайливого використання та охорони.
Загальна площа чорничників становить 40 тис. га. Тільки на Поліссі України щорічно можна заготувати в середньому до 30 тис. тон ягід.

## Використання лікарської сировини
Відвар сухих плодів чорниці використовують як в'яжучий та протизапальний засіб при гострих та хронічних розладах функцій травного каналу (пронос, гострий ентероколіт, дизентерія), як протидіабетичний засіб при легких формах захворювання, а також як протизапальний та поліпшуючий зір засіб. Відвар листя використовують при гемороїдальних кровотечах та для лікування підшлункової залози. Входить до складу проти діабетичного збору «Арфазетин» [3, 6].

## Практичне використання
| Харчова цінність 100 г чорниць |                   |
| Калорії                        | 176 кДж (42 ккал) |
| Вода                           | 84,8 г            |
| Білок                          | 0,6 г             |
| Вуглеводи                      | 7,4 г             |
| Харчові волокна                | 4,9 г             |
| Жири                           | 0,6 г             |
| жирні кислоти                  | 0,4 г             |
| Вітаміни і мінерали            |                   |
| Вітамін A                      | 6,0 мкг           |
| Вітамін B1                     | 0,0 мг            |
| Вітамін B2                     | 0,0 мг            |
| Вітамін B6                     | 0,1 мг            |
| Вітамін B9                     | 3,0 мкг           |
| Вітамін C                      | 30,0 мг           |
| Вітамін E                      | 1,9 мг            |
| Кальцій                        | 13,0 мг           |
| Залізо                         | 0,7 мг            |
| Магній                         | 2,0 мг            |
| Натрій                         | 1,0 мг            |
| Фосфор                         | 13,0 мг           |
| Калій                          | 73,0 мг           |
| Цинк                           | 0,1 мг            |

Харчова, медоносна, лікарська, фарбувальна рослина.
Ягоди чорниці вживають свіжими, перетертими з цукром, у суміші з молоком і вершками. Вони є сировиною для різних галузей харчової і кондитерської промисловостей. З чорниць готують соки, морси, екстракти, сиропи, джеми, варення, компоти, мармелад.
У фруктово-ягідному виноробстві з чорниці готують вино, яке має високі смакові й дієтичні властивості, а також наливки і настоянки.
Сік чорниці використовують для підфарбовування плодових вин і як харчовий барвник.
До складу ягід чорниці входять цукри (до 6 %), лимонна, яблучна, молочна, бурштинова, щавлева, хінна кислоти (1-1,2 %), глюкозид гліконін, барвник міртилін, дубильні й пектинові речовини, мінеральні солі, вітаміни А, С, В1, В2, РР.
Пектини надають кондитерським виробам з чорниці високої якості, а в свіжому вигляді сприяють виведенню з організму людини шкідливих радіоактивних сполук.
Чорниця відноситься до дуже хороших медоносів, що дає багато нектару. За один день бджоли збирають до 2,5 кг меду на вулик, медопродуктивність від 30 до 80 кг з 1 га. Мед прозорий, ароматний, має лікувальні й дієтичні властивості.
У науковій медицині використовують ягоди і листки чорниці — Fructus et Folium Myrtilli. Висушені ягоди застосовують як в'яжучий засіб при гострих і хронічних проносах, особливо у дітей.
Листки, що містять глікозид поліміртилін, використовують як засіб при лікуванні початкових форм цукрового діабету.
У народній медицині сухі плоди чорниці вживають як в'яжучий засіб у вигляді чаїв, компотів, киселів при лікуванні різних хвороб кишково-шлункового тракту. Сироп з ягід вживають при запаленні печінки, при недокрів'ї, зниженій кислотності шлункового соку. Рослину використовують при маткових кровотечах, водянці, жовчнокам'яній хворобі. Є вказівки, що ягоди запобігають розвитку силікозу, поліпшують зір. Антоціани, що містяться в плодах, використовують для виготовлення препаратів, що застосовуються для профілактики променевої хвороби.
Сік і ягоди чорниці мають бактерицидні властивості. Кислоти ягід поліпшують процеси травлення і запобігають відкладанню в порожнині суглобів солей щавлевої кислоти.
Велике значення ягоди чорниці мають в нормалізації процесів обміну речовин, лікуванні подагри і ревматизму, запаленні слизових оболонок носоглотки. Плоди також застосовують для забарвлення тканин у синій колір.
Плоди чорниці звичайної містять вуглеводи (глюкозу, цукрозу, фруктозу, пектини), органічні кислоти (лимонну, молочну, яблучну, бурштинову, щавлеву), вітаміни (А, В, С, РР), флавоноїди (гіперин, кверцетин, астрагалін), антоціани (дельфінідин, мальвідин, ідаїн, міртилін), феноли, мінеральні речовини макро- та мікроелементи (залізо, манган, селен, кобальт, мідь, золото, срібло, цинк). Плоди чорниці містять багато дубильних речовин, рутину.
У зв'язку з тим, що чорниця містить багато заліза, її доцільно призначати при анемії. Залізо чорниці краще засвоюється порівняно з лікарськими препаратами, оскільки в ягодах рослини його супутниками є аскорбінова кислота та інші корисні для організму сполуки.
Вживання ягід чорниці покращує кровообіг у сітківці ока, загострює нічний зір.
Листя чорниці звичайної мають протидіабетичні властивості завдяки наявності в ньому глікозидів (міртилін та неоміртилін).

## Збирання, переробка та зберігання

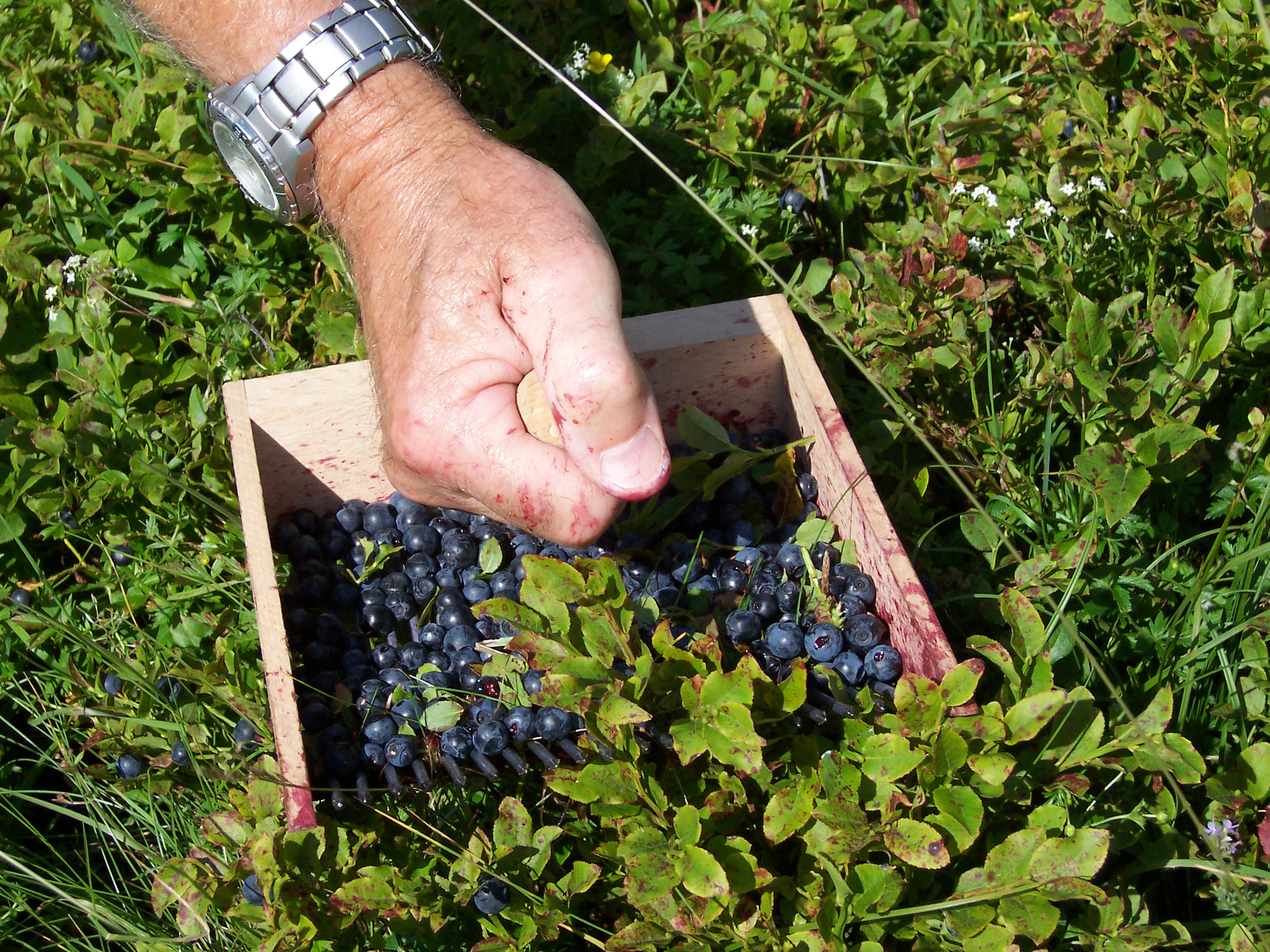
Збір чорниці

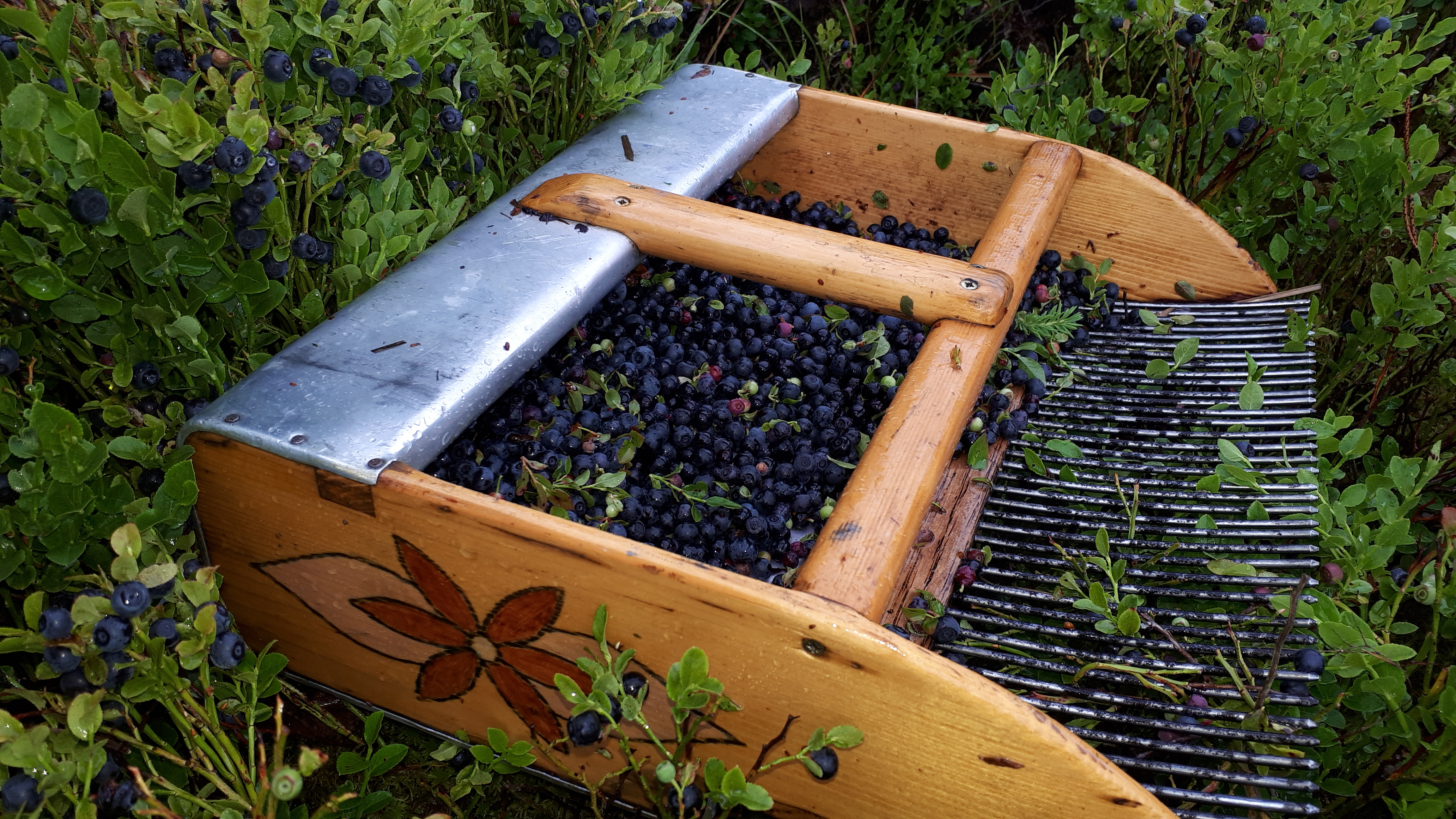
«Зґребітка» — гуцульський інструмент для збору чорниці.

Збирають плоди без плодоніжок вручну або за допомогою спеціальних совків (грабачок). Зібрані плоди сушать на відкритому повітрі, у сушарках або печах при температурі, не вищій 50-60°, розстилаючи тонким шаром на папері, тканині або решетах. Сухі ягоди пакують у паперові або тканинні мішки вагою по 35-50 кг і зберігають у сухих, прохолодних приміщеннях. Термін зберігання — два роки. Листки збирають вручну в період цвітіння, сушать у затінку або на горищах. Сировину пакують у тюки однакової ваги і зберігають у сухих, прохолодних приміщеннях.
З метою поліпшення стану дикорослих чорничників рекомендується проводити такі заходи: омолоджувальне обрізування (раз у чотири роки), внесення невеликих доз мінеральних добрив (45-80 кг/га поживної речовини), поповнення зріджених заростей шляхом підсівання насіння або підсадки кущів, кореневих чи стеблових живців.
Чорниця — одна із перспективних рослин для введення в культуру. При копіткому дослідженні дикорослої чорниці можна виділити форми, перспективні як для безпосереднього окультурення, так і для селекційної роботи.

## Вплив на здоров'я
У чорниці знаходиться велика кількість антиоксидантів, вживання цієї ягоди допомагає зберегти до самої старості хорошу пам'ять і гострий зір, зміцнює серцево-судинну систему, допомагає протидіяти інфекційним захворюванням і допомагає позбавитися від зайвої ваги. Чорниця має протизапальну, протигнильну, сечогінну, жовчогінну і терпку дію.
Найкорисніший антиоксидант — це антоціанин, якого в чорниці міститься більше ніж в інших рослинах. До складу ягід входить речовина глікозид миртиллин, діюча подібно до інсуліну, завдяки йому чорниця знижує рівень цукру в крові і відновлює функцію підшлункової залози. Каротиноїди чорниці покращують зорову функцію, оновлюють клітини сітківки, покращують очний кровообіг і нічний зір. Включення в щоденний раціон чорниці рекомендоване людям, чия робота пов'язана із зоровою напругою.
Ягода, за рахунок своїх протимікробних і протизапальних властивостей, полегшує хворобливі стани при застудах, запальних процесах верхніх дихальних шляхів і при головному болю.
Одна з найкорисніших якостей чорниці — це її позитивний вплив на травну систему. Вживання чорниці нормалізує травлення, вона однаково ефективно діє як при проносах, так і при закрепах. Чорниця показана при печії і гастритах зі зниженою кислотністю.
Антикоагулянти, що входять до складу чорниці, перешкоджають здатності крові згущуватися. Бактерицидні властивості ягоди використовують для лікування бактеріальних інфекцій нирок і сечостатевих шляхів, легких форм шигельозу. Чорниця  допомагає зменшити прояви геморою.
Обмежень для вживання чорниці дуже мало. Це індивідуальна непереносимість. Люди, що страждають захворюваннями підшлункової залози і жовчовивідних шляхів, перед включенням у раціон чорниці повинні неодмінно порадитися з лікарем.

## Охорона
Один з небагатьох видів лікарських рослин, сировину яких щорічно збирають у великих обсягах. В 80-ті рр. минулого століття обсяг заготівлі ягід чорниці звичайно перевищував 10 тис. т. Не меншими були приватні заготівлі для потреб населення. Використання ягід, передусім для харчування, доступність заростей чорниці зумовили її високу популярність. Дослідження природних ресурсів виду упродовж кількох десятиліть свідчать про те, що стійкість популяцій чорниці в умовах інтенсивного антропогенного впливу досить висока. Інтенсивне витоптування заростей поблизу населених пунктів підриває життєздатність популяцій лише при 5-10-кратному ущільненні ґрунту. Найнебезпечнішими для чорничників є рубки деревостану. Популяції, значною мірою пошкоджені під час лісогосподарських робіт, фактично не відновлюються — в кращому разі їх відновлення триває до 10 років.
Зона високої щільності чорниці (до 50 % загальних біологічних запасів), яка охоплює північні та центральні райони Волинської, Рівненської, Житомирської областей, є радіоактивно забрудненою. Чорничники південних районів Волинської, Рівненської, Житомирської, північних районів Хмельницької областей є середньо- та низькопродуктивними. Зниження продуктивності чорничників на Поліссі в багатьох випадках є наслідком осушувальної меліорації в межах лісових масивів. Важливим сировинним регіоном чорниці є Карпати.
Заготівлю ягід чорниці на території України лімітувати недоцільно, однак слід посилити контроль за вивезенням їх за межі держави.
Варто наголосити, що при заготівлі ягоди чорниці підлягають обов'язковому радіологічному контролю, оскільки вид характеризується досить високими значеннями коефіцієнта накопичення радіоцезію в системі «ґрунт-над-земна фітомаса» [4]. Останнім часом є випадки збирання ягід чорниці на забруднених радіонуклідами територіях.

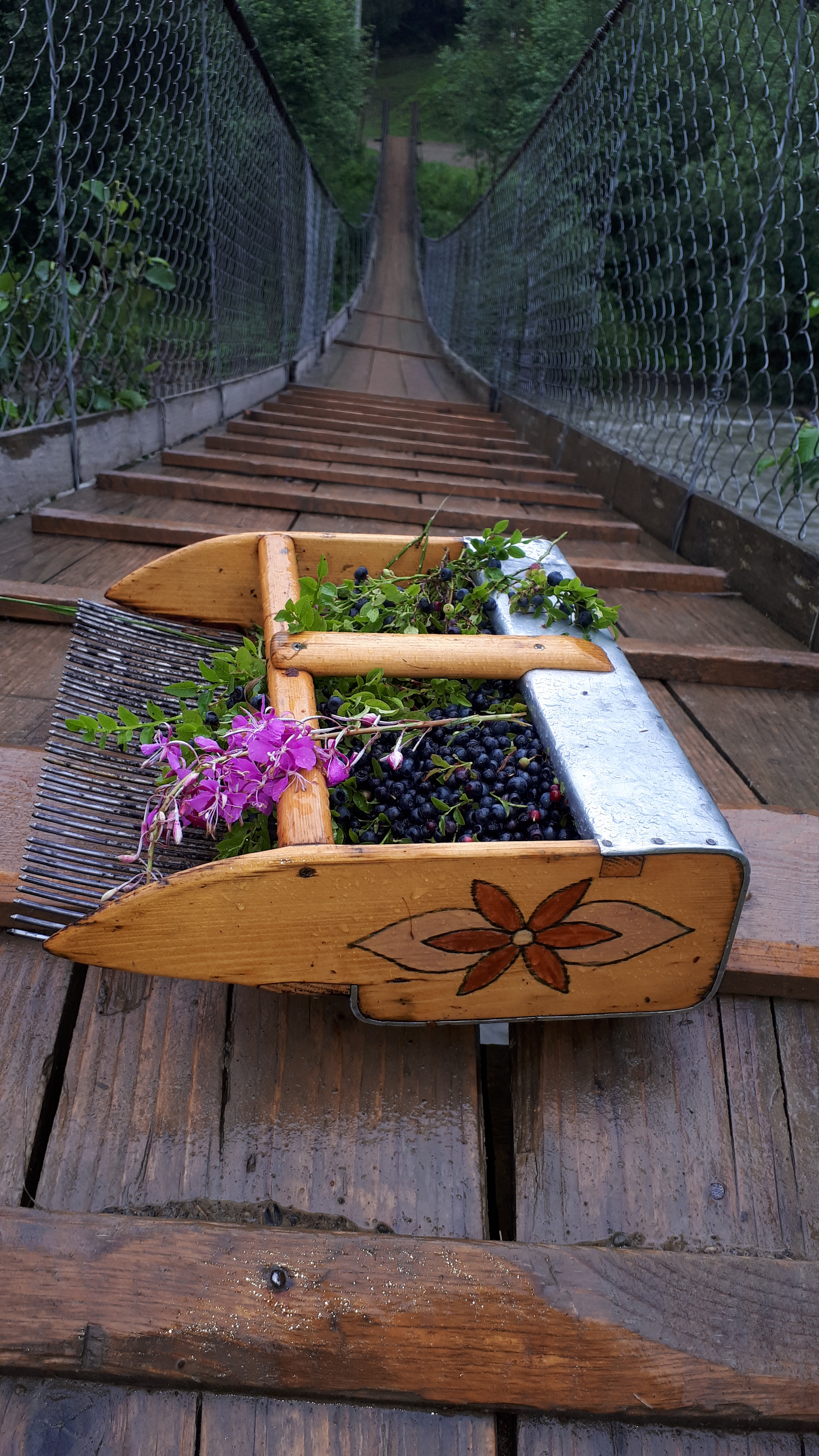
«Зґребітка з афинами на кладці» у с. Довгополе Верховинського району.

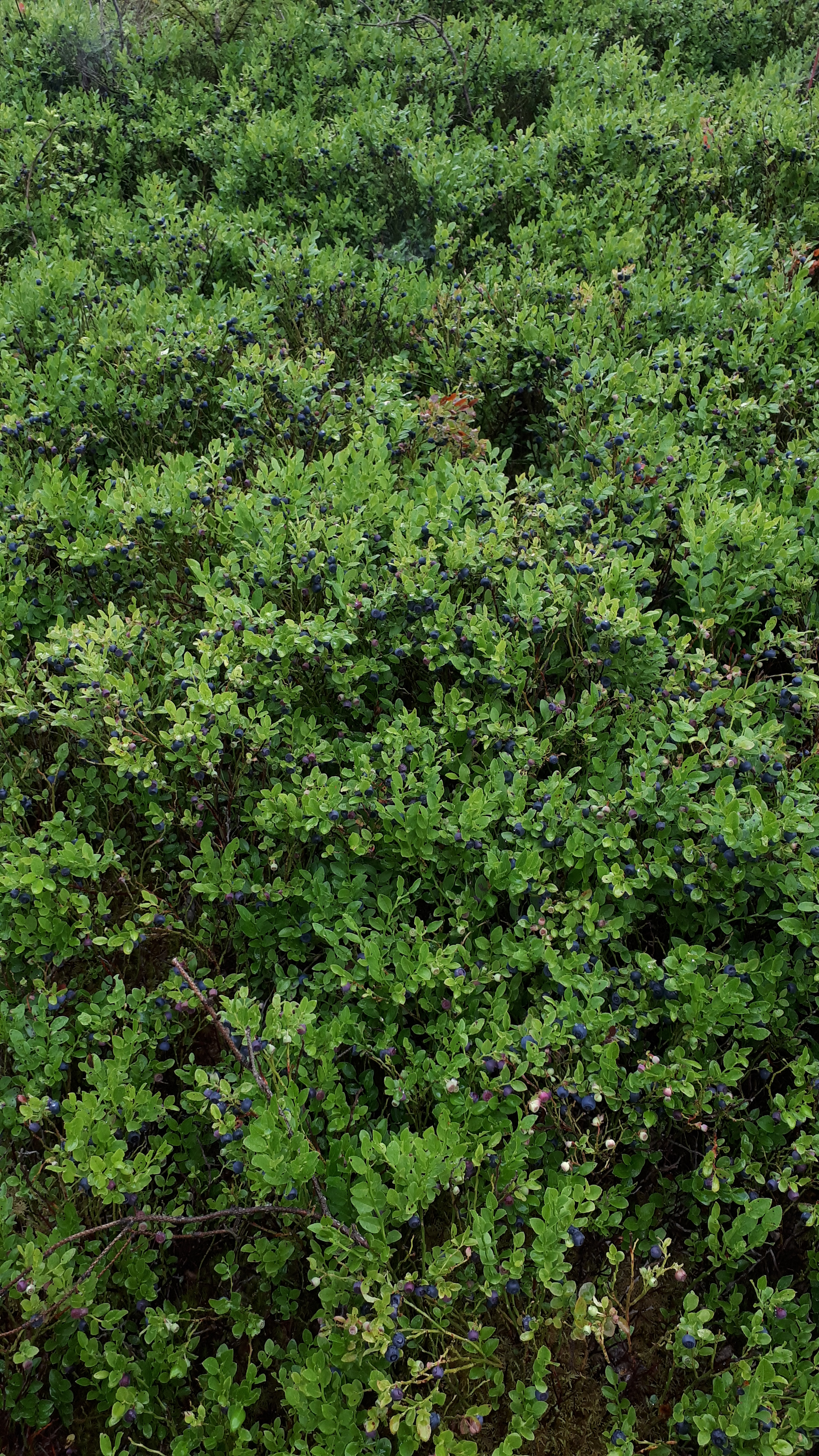
Кущі чорниці

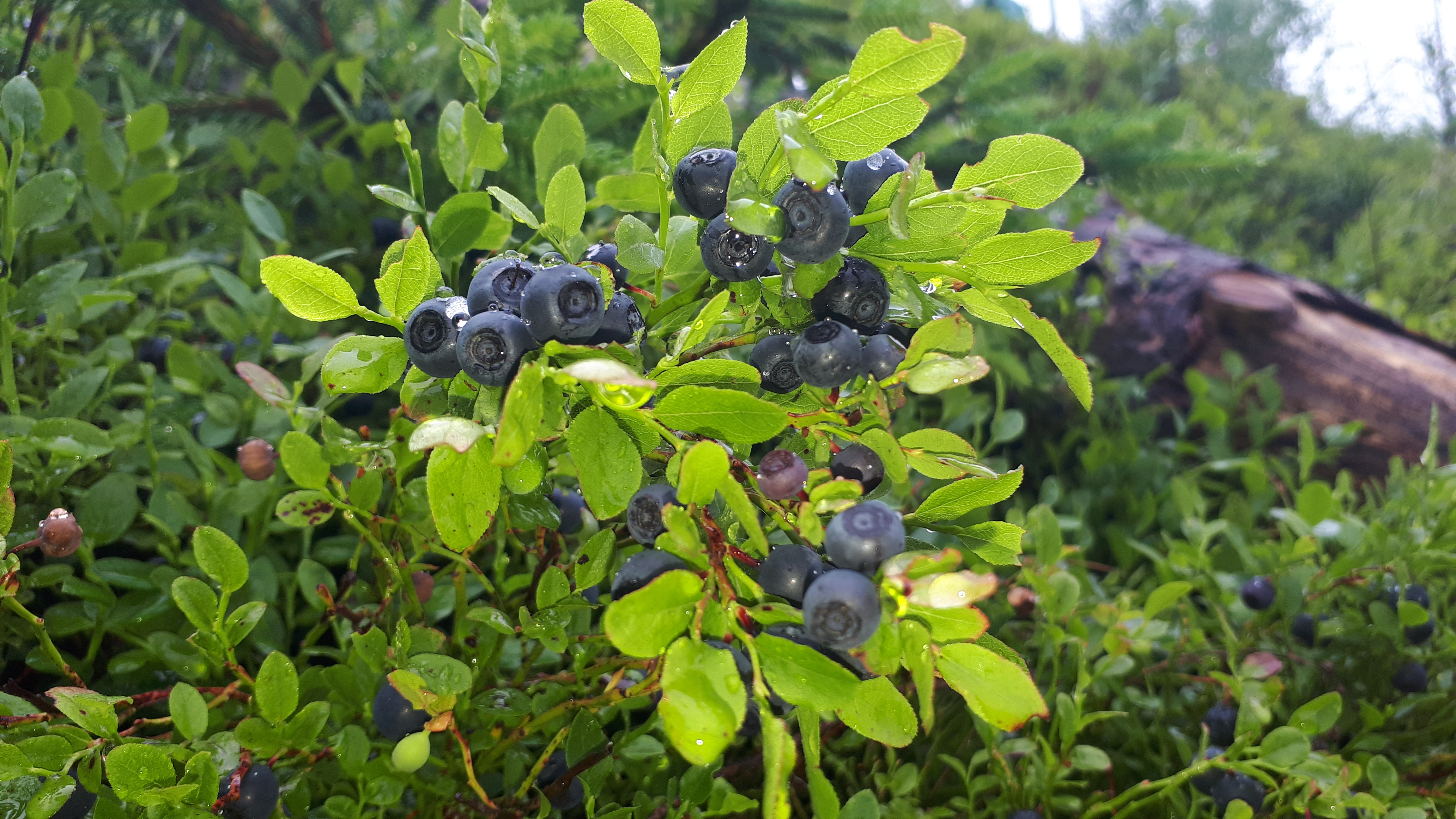
Афина карпатська

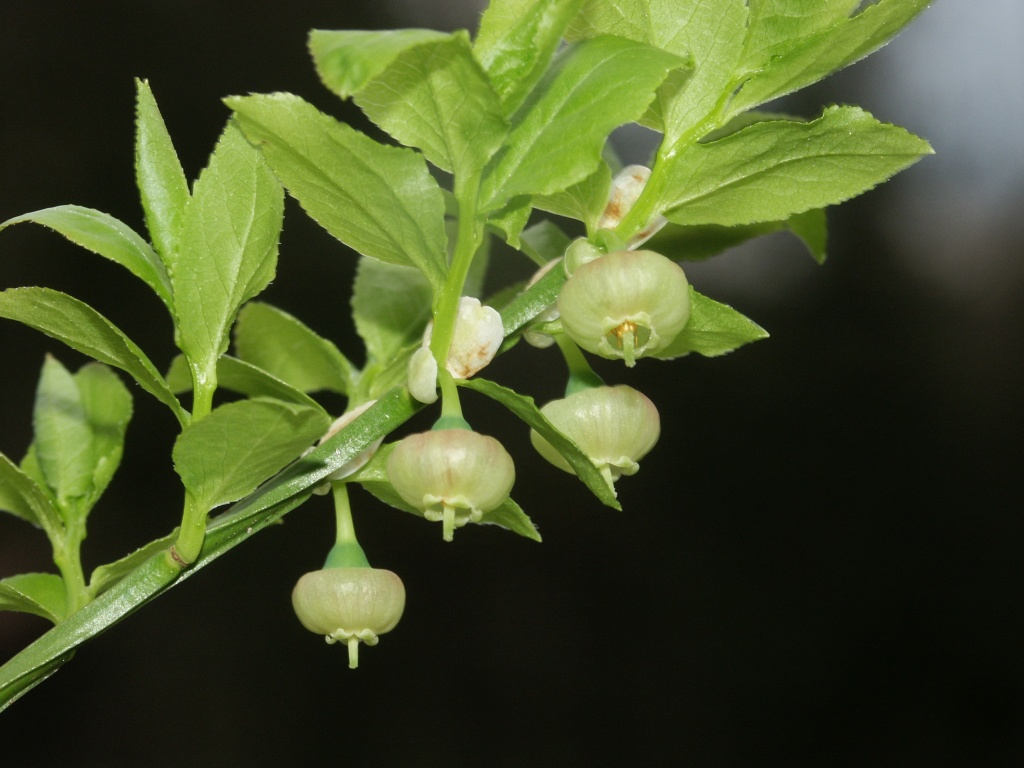
Глечикоподібні квіти чорниці у квітні
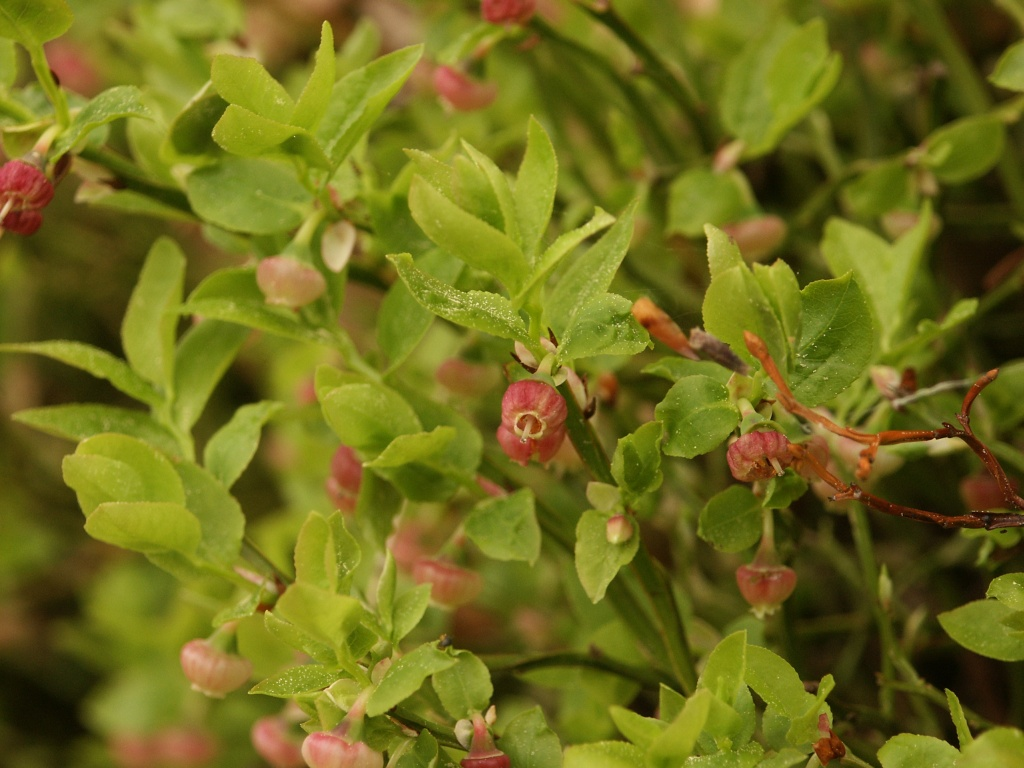
Цвітіння. Початок травня.
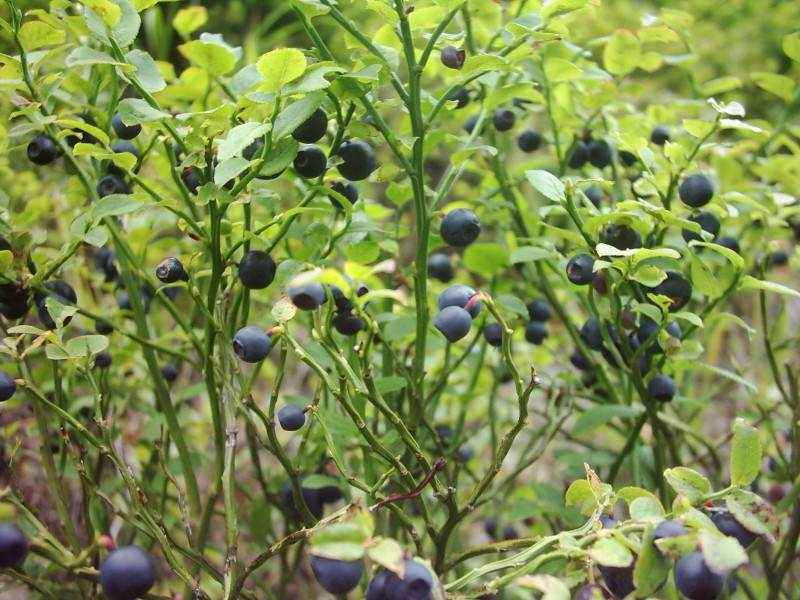
Стиглі ягоди. Червень-Липень.
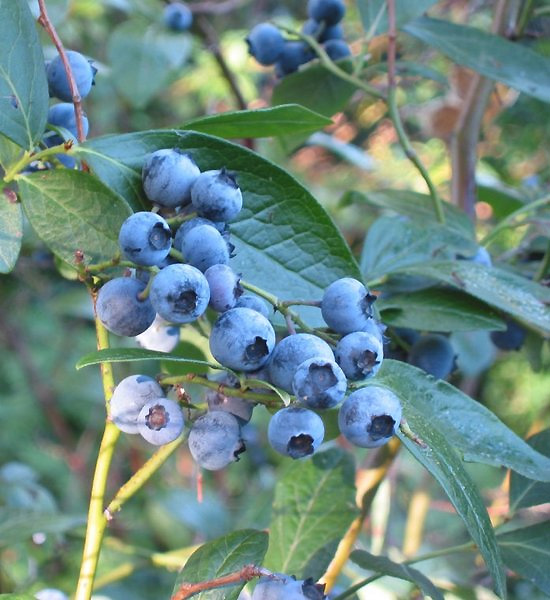
Ягоди "американської лохини" (Vaccinium corymbosum)
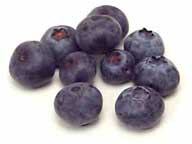
Ягоди чорниці
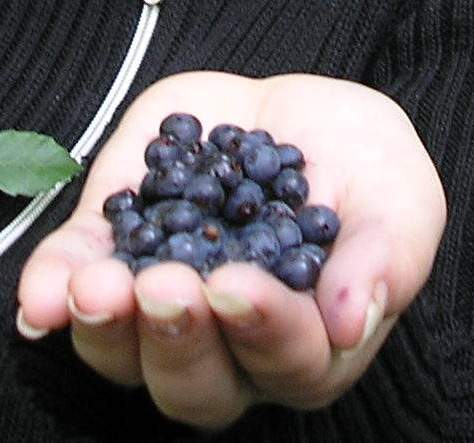
Жменя чорниць
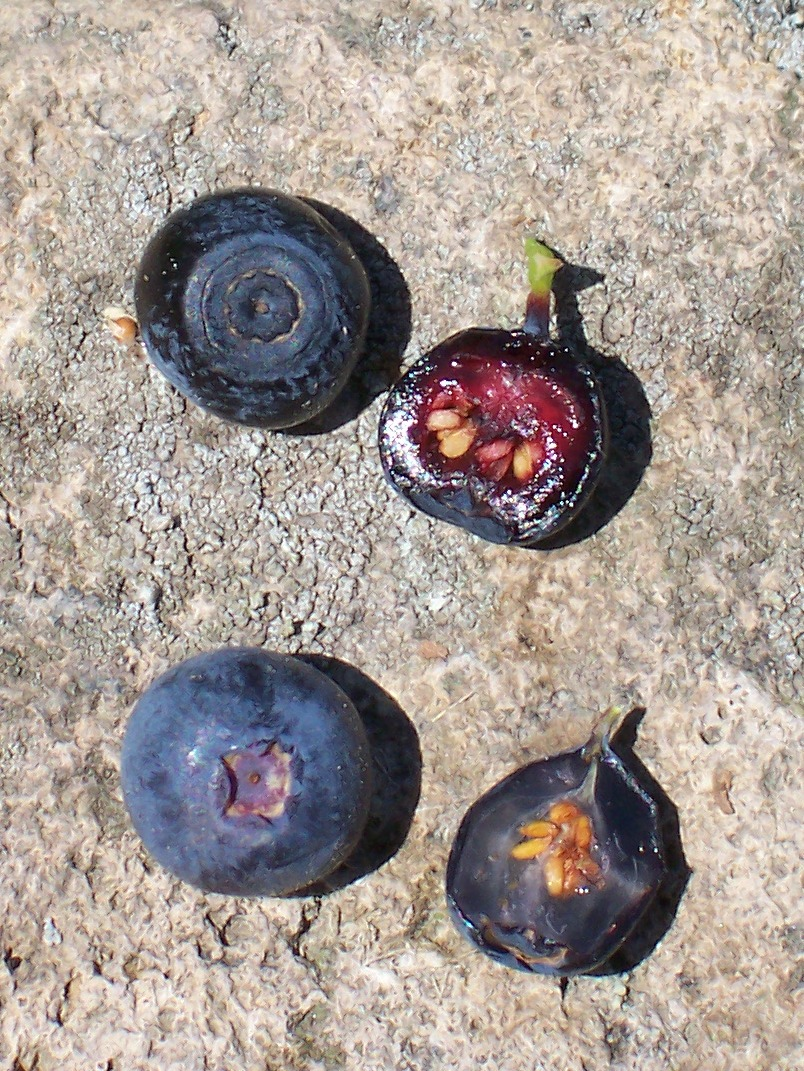
Порівняння ягід чорниці (Vaccinium myrtillus) та лохини (Vaccinium uliginosum) у розрізі
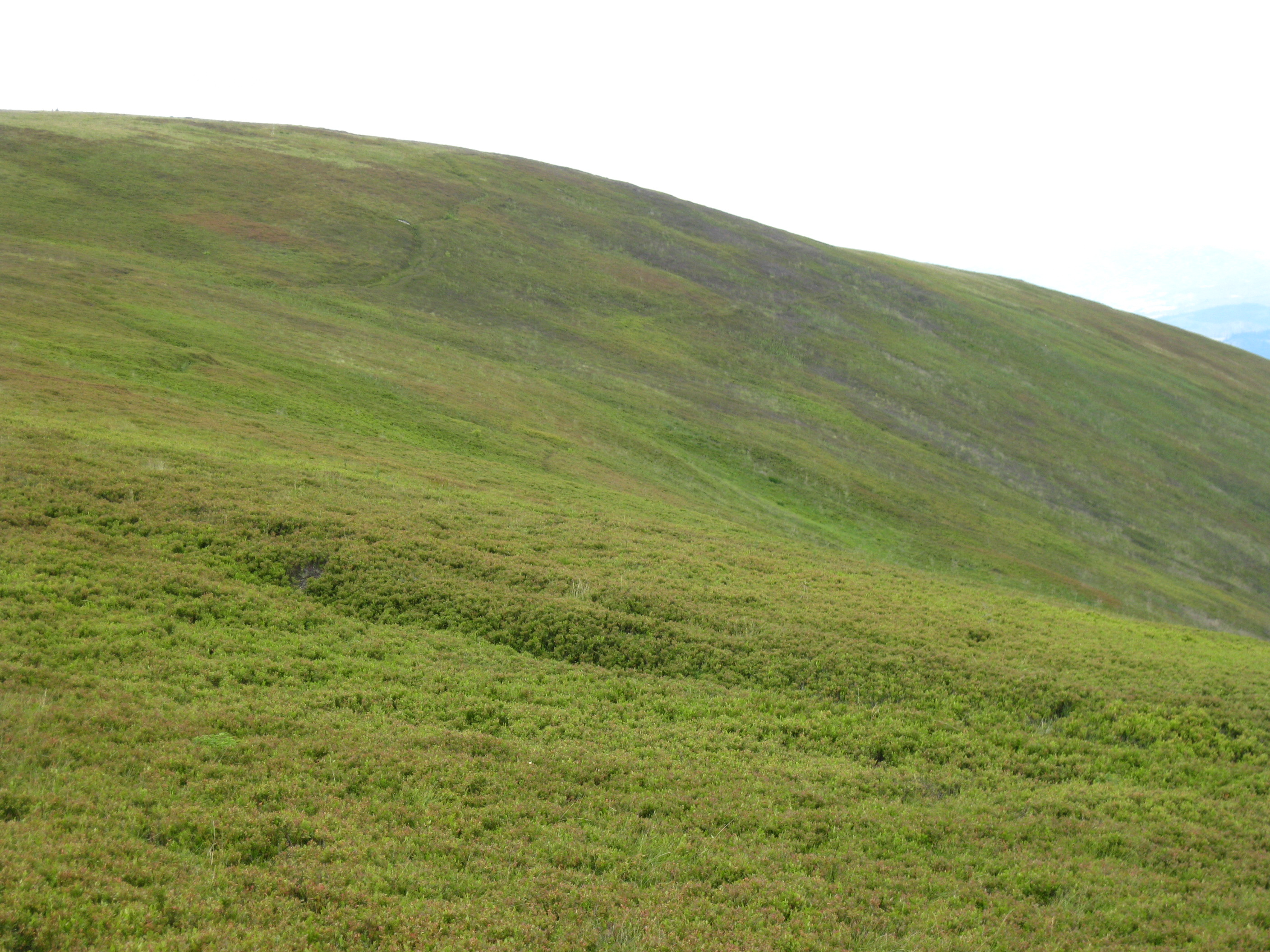
Чорничники на схилах Карпат
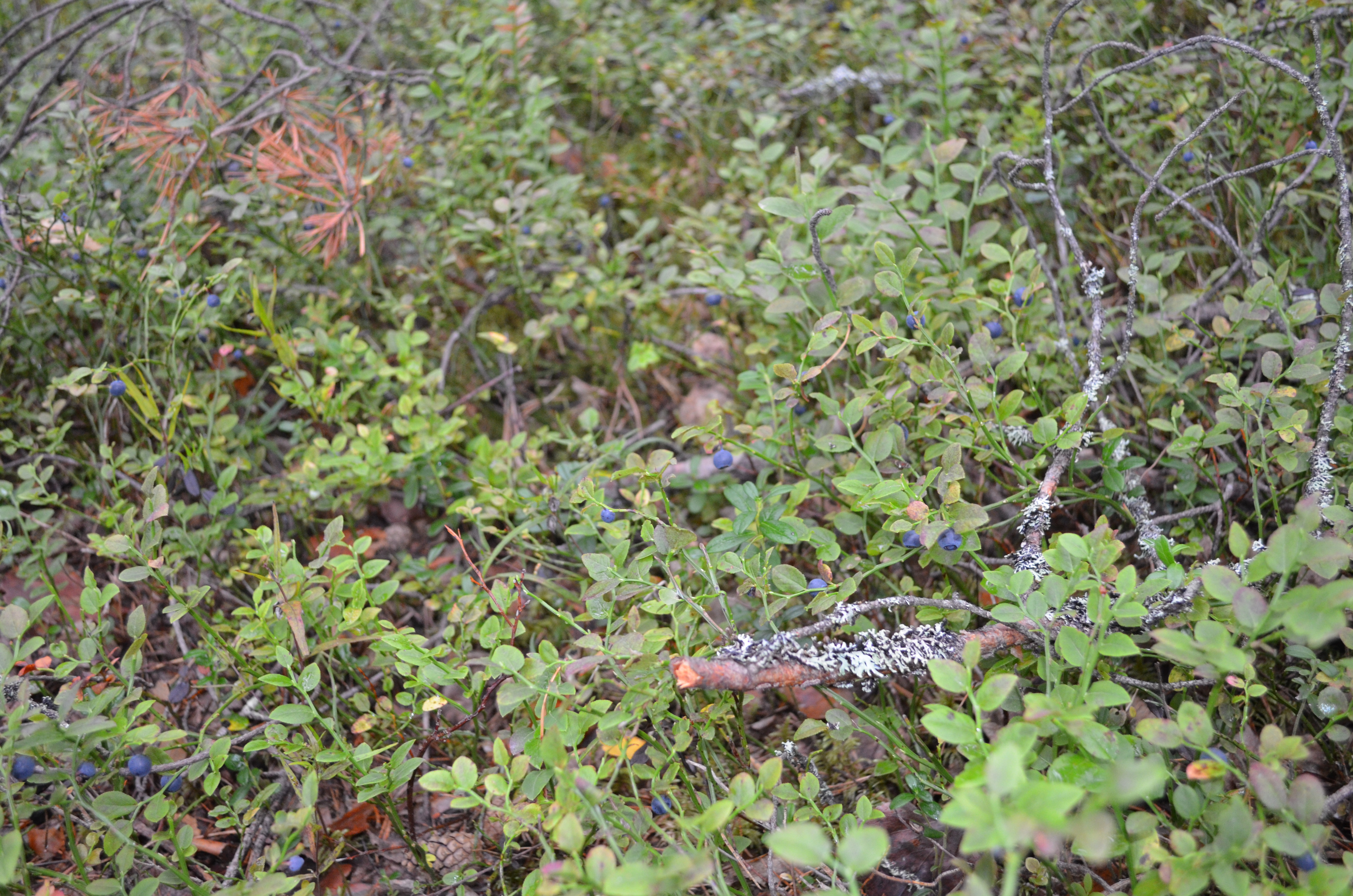
Чорниця в Карелії